# Bjorn Fratangelo
Bjorn Fratangelo (ur. 19 lipca 1993 w Pittsburghu) – amerykański tenisista.

## Kariera tenisowa
Występując w gronie juniorów Fratangelo został mistrzem French Open 2011 w grze pojedynczej chłopców po pokonaniu w finale Domminika Thiema. W czerwcu 2011 był wiceliderem klasyfikacji juniorów.
Zawodowym tenisistą Fratangelo jest od 2012 roku.
W grze pojedynczej jest zwycięzcą czterech turniejów rangi ATP Challenger Tour.
W rankingu gry pojedynczej najwyżej był na 99. miejscu (6 czerwca 2016), a w klasyfikacji gry podwójnej na 304. pozycji (27 kwietnia 2015).

### Zwycięstwa w turniejach ATP Challenger Tour w grze pojedynczej
| Końcowy wynik | Nr | Data                 | Turniej    | Nawierzchnia  | Przeciwnik      | Wynik finału  |
| ------------- | -- | -------------------- | ---------- | ------------- | --------------- | ------------- |
| Zwycięzca     | 1. | 15 lutego 2015       | Launceston | Twarda        | Chung Hyeon     | 4:6, 6:2, 7:5 |
| Zwycięzca     | 2. | 24 kwietnia 2016     | Savannah   | Ceglana       | Jared Donaldson | 6:1, 6:3      |
| Zwycięzca     | 3. | 14 października 2018 | Fairfield  | Twarda        | Alex Bolt       | 6:4, 6:3      |
| Zwycięzca     | 4. | 20 marca 2021        | Cleveland  | Twarda (hala) | Jenson Brooksby | 7:5, 6:4      |

### Finały juniorskich turniejów wielkoszlemowych

#### Gra pojedyncza (1–0)
| Końcowy wynik | Nr | Data | Turniej            | Nawierzchnia | Przeciwnik    | Wynik finału  |
| ------------- | -- | ---- | ------------------ | ------------ | ------------- | ------------- |
| Zwycięzca     | 1. | 2011 | French Open, Paryż | Ceglana      | Dominic Thiem | 3:6, 6:3, 8:6 |